# Blueberry : Le Spectre aux balles d'or (jeu vidéo)
Blueberry : Le Spectre aux balles d'or est un jeu vidéo d'aventure développé et édité par Coktel Vision, sorti le 20 octobre 1987 sur Amstrad CPC, Atari ST, Commodore 64 et Thomson. Il est adapté du tome Le Spectre aux balles d'or de la bande dessinée Blueberry.